# Isthme de Corinthe
L'isthme de Corinthe est une bande de terre reliant le Péloponnèse à l'« Hellade », c'est-à-dire la Grèce continentale. Il est baigné par la mer Ionienne (golfe de Corinthe) à l'ouest et la mer Égée (golfe Saronique) à l'est.

## Géographie

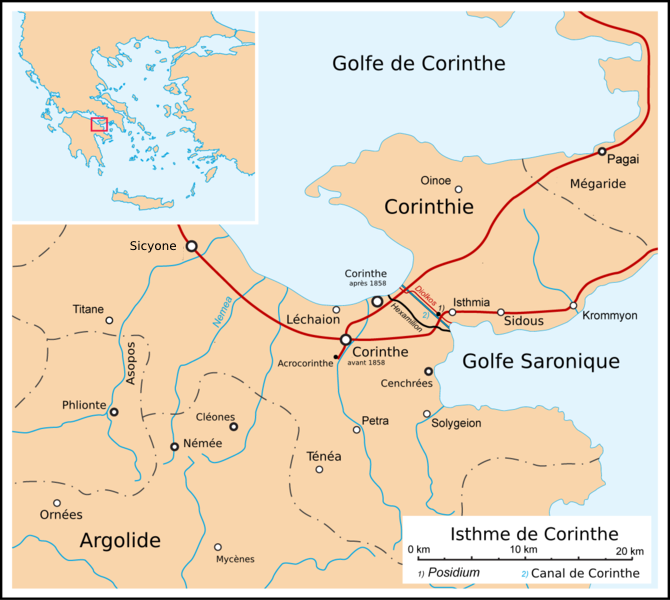
Carte de l'isthme de Corinthe.

En son point le plus étroit, l'isthme mesure 6 km de large. Depuis la fin du XIXe siècle, il est percé par le canal de Corinthe, projet dont les premiers plans remontent à l'Antiquité.

## Mythologie
Selon la mythologie grecque, il fut disputé par Hélios et Poséidon. Égéon, une divinité marine de la mer Égée, fut appelé pour arbitrer le conflit. Il donna raison à Poséidon. L'Haliade Tritée, fille du dieu Triton et donc petite-fille de Poséidon, était la gardienne de l'isthme de Corinthe.

## Histoire
Historiquement, l'isthme fut habité dès le Néolithique et l'âge du bronze. Il fut fortifié par les Corinthiens au XIIIe siècle av. J.-C., au tout début des âges dits "obscurs". Vers le XIe siècle av. J.-C., ces fortifications sont consolidées pour se protéger des invasions. Une nouvelle ligne de remparts fut réalisée vers -480, pour arrêter une attaque perse qui ne se concrétisa pas. Enfin, une troisième ligne fut édifiée au IIIe siècle av. J.-C.
Durant l'Antiquité, une voie guidée nommée diolkos, chemin dallé de pôros (calcaire dur) et pourvu de deux rainures parallèles distantes d'environ 1,6 mètre, permettait de faire traverser l'isthme aux navires, leur évitant ainsi le contournement du Péloponnèse. Créé sous la tyrannie de Périandre vers 600 av. J.-C., le diolkos fonctionna durant plus de sept siècles. Sous le règne de Néron, en 67, une première tentative de construction d'un canal à travers l'isthme eut lieu : l'empereur romain inaugura les travaux avec une pelle en or. Le chantier mobilise 6 000 prisonniers juifs envoyés par Vespasien. L'année suivante, à la mort de Néron, son successeur Galba abandonne le projet, jugé trop onéreux.
En mai 1304, un grand tournoi est organisé sur l'isthme de Corinthe, dit tournoi de Corinthe, par les princes d'Achaïe Philippe et Isabelle où se réunirent plus d'un millier de chevaliers des États latins : ce fut une sorte de chant du cygne de la domination franque sur la Grèce, qui avait commencé en 1204. En 1417, l'Empire grec reconquiert l'isthme, mais en 1460 commence la longue domination turque qui ne s'achèvera qu'avec la guerre d'indépendance grecque en 1821.
Depuis 1893, le canal de Corinthe remplit le même rôle que le diolkos antique, pour les navires jusqu'à 10 000 t de charge, 23 m de largeur et 8 m de tirant d'eau.